# Malus dawsoniana
Malus dawsoniana är en rosväxtart som beskrevs av Alfred Rehder. Malus dawsoniana ingår i släktet aplar, och familjen rosväxter. Inga underarter finns listade i Catalogue of Life.